# Stuart Andrew
Pour les articles homonymes, voir Andrew.
Stuart Andrew, né le 25 novembre 1971 dans l'Anglesey (pays de Galles), est un homme politique britannique, membre du Parti conservateur. 
Il est député de Pudsey au Yorkshire de l'Ouest de 2010 à 2024 puis de Daventry depuis 2024.

## Biographie
Stuart Andrew est élu conseiller conservateur de Wrexham en 1995. Trois ans plus tard, il rejoint le Parti travailliste, notamment en raison des positions de son parti sur l'homosexualité. Après avoir perdu son siège, il retrouve le Parti conservateur en 2000 et se fait élire conseiller municipal de Leeds quelques années plus tard,.
Lors des élections britanniques de 2010, il se présente dans la circonscription de Pudsey, où le député travailliste Paul Truswell ne se représente pas. Il est élu à la Chambre des communes avec 38,5 % des voix contre 35,1 % au travailliste Jamie Hanley. 
En 2013, durant le débat sur le mariage homosexuel, il répond à son collègue conservateur Gerald Howarth, qui critique l'« agressive communauté homosexuelle », en témoignant d'une agression homophobe dont il est la victime en 1997 « à cause de qui et de ce qu'[il est] ». À cette occasion, il évoque également ses difficultés à cette époque pour concilier sa foi chrétienne et sa sexualité.
Stuart Andrew est réélu en 2015 avec 46,4 % des suffrages face à Jamie Hanley (37,6 %). Deux ans plus tard il ne conserve son siège qu'avec un peu plus de 300 voix d'avance sur le travailliste Ian McCargo (47,4 % contre 46,7 %).
Il est Ministre d'État au Logement du 8 février au 6 juillet 2022, Ministre d'État aux Prisons et à la Probation du 8 juillet au 7 septembre 2022, Sous-secrétaire d'État parlementaire aux Sports, au Tourisme et à la Société civile du 8 septembre au 27 octobre 2022 dans le gouvernement Truss puis Sous-secrétaire d'État parlementaire au Département des Affaires et du Commerce depuis le 27 octobre 2022 dans le gouvernement Sunak.